# Tafahi

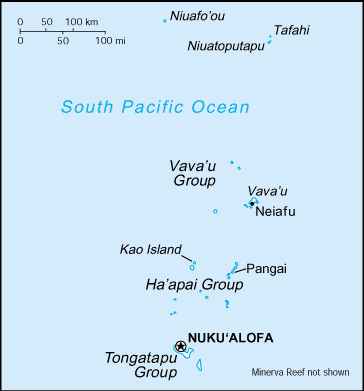
Tonga eilandengroep, Tafahi in het noorden

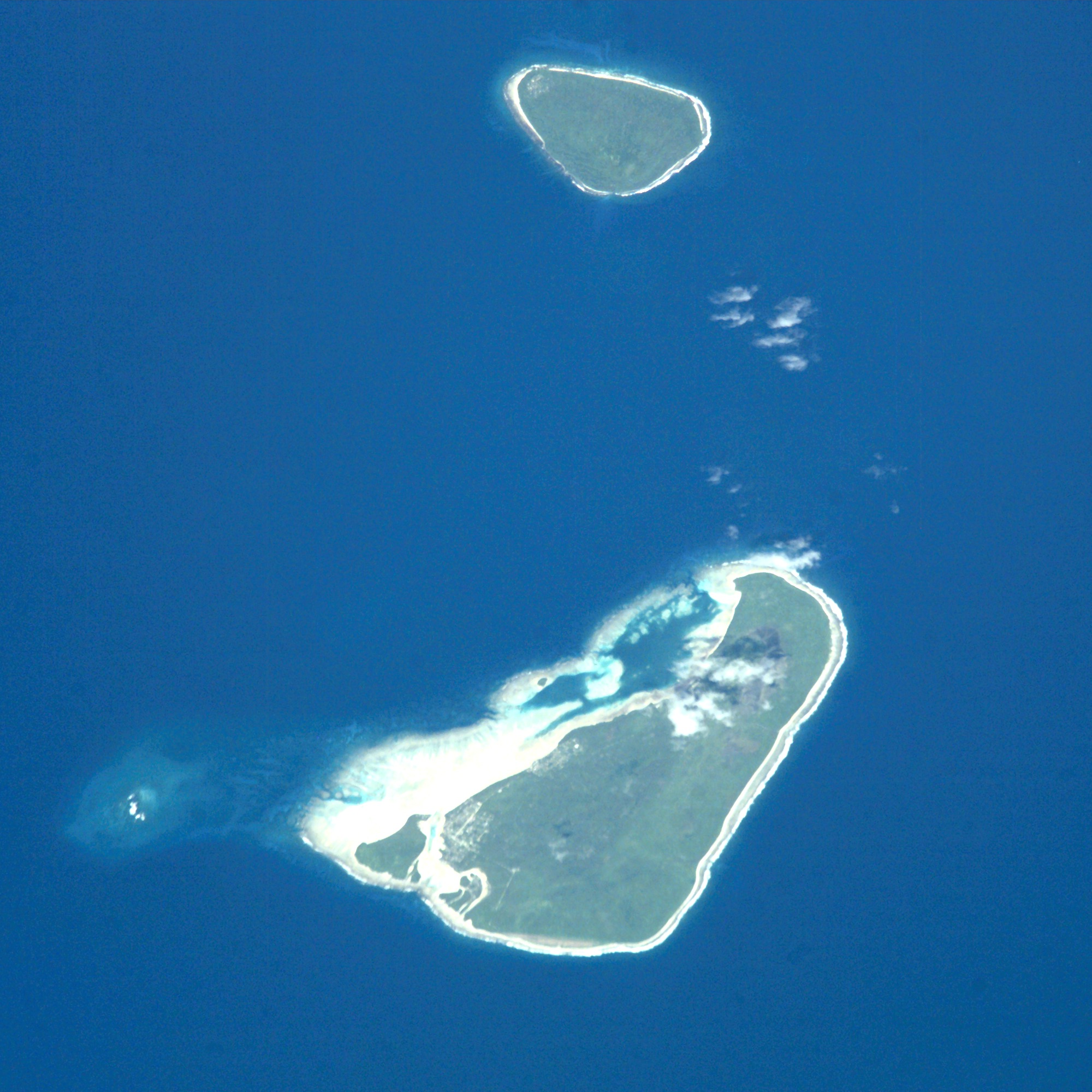
Tafahi, noordelijk, en Niuatoputapu

Tafahi is een eiland in het uiterste noorden van de Tonga-archipel. Het heeft een oppervlakte van 3,4 km2.  
Tafahi maakt samen met Niuatoputapu en Niuafoʻou deel uit van de Niua-groep. 
Het is een vulkanisch eiland dat de vorm heeft van een kegel, typerend voor een stratovulkaan. Er zijn geen erupties bekend, maar de jeugdige morfologie duidt op recente activiteit. De top is 546 meter hoog. De grond is geschikt voor de teelt van kava en vanille, waarvan de export naar de rest van Tonga en daarbuiten de belangrijkste bezigheid van de bevolking is. Er woonden in 2021 28 mensen.
Tafahi werd in 1616 op de Europese kaarten gezet door Willem Schouten en Jacob le Maire tijdens hun beroemde ontdekkingsreis. Ze gaven het de naam Cocos Eylant vanwege de overvloed aan kokospalmen. Een menigte eilandbewoners naderden in hun kano's om de bezoekers te zien. Ze waren vreedzaam en bereid om aan boord te komen, waarbij ze nauwelijks ruimte overlieten voor de Nederlanders zelf. Ze ruilden grote hoeveelheden kokosnoten en ubes-wortels voor spijkers en kralen. Omdat het eiland echter geen geschikte ankerplaats bood, gingen de Nederlanders verder naar het naburige Niuatoputapu.
151 jaar later, op 13 augustus 1767, werd Tafahi opnieuw ontdekt door Samuel Wallis. Hij noemde het eiland Boscawen Island, naar de Britse admiraal Edward Boscawen (1711-1761).